# Resultados do Carnaval do Rio de Janeiro em 1949
Nesta página estão listados os resultados dos concursos de escolas de samba, frevos carnavalescos, ranchos carnavalescos e sociedades carnavalescas do carnaval do Rio de Janeiro do ano de 1949. Os desfiles foram realizados entre os dias 26 de fevereiro e 1º de março de 1949.
Desconfiadas do resultado do carnaval de 1948, Mangueira e Portela se desfiliaram da Federação Brasileira de Escolas de Samba (FBES), migrando para a União Geral das Escolas de Samba do Brasil (UGESB). Com isso, foram realizados dois desfiles de escolas de samba no carnaval de 1949. O desfile organizado pela FBES ficou conhecido como "Oficial" por ser o único a receber a subvenção pública da Prefeitura do Distrito Federal do Brasil. O desfile da UGESB ficou conhecido como "Não-Oficial" por não obter o apoio do poder público.
Em seu segundo ano no carnaval, o Império Serrano conquistou o bicampeonato do Desfile Oficial, organizado pela FBES. A escola homenageou Tiradentes. Um dos destaques do desfile foi o samba-enredo composto por Mano Décio da Viola, Arnaldo Ferraz (Penteado) e Estanislau Silva, que entrou para a antologia do carnaval carioca. A Mangueira venceu o desfile "Não-Oficial", organizado pela UGESB. A escola apresentou o enredo "Apologia ao Mestre", que algumas fontes registram como "Apoteose aos Mestres", título do samba cantado no desfile e composto por Nelson Sargento e Alfredo Português.
Pás Douradas ganhou a disputa dos frevos. União dos Caçadores foi o campeão dos ranchos. Tenentes do Diabo conquistou o título do concurso das grandes sociedades.

## Escolas de samba
Após o carnaval de 1948, Estação Primeira de Mangueira e Portela decidiram se desfiliar da Federação Brasileira de Escolas de Samba (FBES). As duas agremiações acreditavam que o presidente da entidade, Irênio Delgado, havia manipulado o resultado do concurso para favorecer o Império Serrano. Portela e Mangueira migraram para a União Geral das Escolas de Samba do Brasil (UGESB). Com isso, foram realizados dois desfiles de escolas de samba no carnaval de 1949.

### Federação Brasileira de Escolas de Samba
O concurso organizado pela FBES ficou conhecido como "Oficial" por ser o único a obter subvenção pública da Prefeitura do Distrito Federal do Brasil. O desfile foi realizado no domingo, dia 27 de fevereiro de 1949, na Avenida Presidente Vargas.
| Ordem dos desfiles |
| 1. Unidos do Itambí 2. Unidos da Lagoa 3. Vitória de Bento Ribeiro 4. União dos Casados 5. Unidos de Santo Amaro 6. Corações da Liberdade 7. Paraíso das Morenas 8. Irmãos Unidos do Catete 9. Império da Colina 10. Corações Unidos da Favela 11. Floresta do Andaraí 12. Aprendizes de Lucas 13. Azul e Branco de Bonsucesso 14. Trovadores do Maracanã 15. Império do Andaraí 16. Unidos do Grajaú 17. Independentes do Leblon 18. União Primeira 19. Unidos do Salgueiro 20. Flor do Lins 21. Azul e Branco do Salgueiro 22. Unidos de Cordovil 23. Unidos do Outeiro 24. Império Serrano 25. Recreio de São Carlos 26. União da Braz de Pina 27. Manda Quem Pode 28. Orgulho de Cordovil 29. Império do Quitungo 30. Unidos do Cabuçu 31. Capricho do Centenário 32. Boêmios do Andaraí 33. Índios do Acaú 34. Filhos do Deserto 35. Unidos de Campo Grande 36. Estrela de Ouro 37. Sem Você Vivo Bem |

#### Julgadores
A comissão julgadora foi formada por Alfredo Barbosa; Riscala Bittar; e Roberto Pessoa.

#### Classificação
O Império Serrano foi bicampeão do "Desfile Oficial", atingindo a marca de dois títulos conquistados nos seus dois primeiros carnavais. A escola homenageou Tiradentes. O enredo "Exaltação à Tiradentes" foi proposto por Antônio Caetano, que também confeccionou as alegorias do desfile. O samba-enredo, composto por Mano Décio da Viola, Arnaldo Ferraz (Penteado) e Estanislau Silva, fez sucesso, entrando para a antologia do carnaval carioca. A escola de samba Cada Ano Sai Melhor não participou do desfile devido a um acidente, no Morro de São Carlos, que deixou cerca de vinte feridos.
| Legenda: Campeão * Sem informação disponível |

| Col.              | Escola                      | Enredo                                         | Carnavalesco(a) | Pontos | Premiação    |
| ----------------- | --------------------------- | ---------------------------------------------- | --------------- | ------ | ------------ |
| 1                 | Império Serrano             | Exaltação a Tiradentes                         | Antônio Caetano | 150    | Cr$ 5.000,00 |
| 2                 | Azul e Branco do Salgueiro  | Ouro Negro                                     | *               | 135    | Cr$ 3.000,00 |
| 3                 | Unidos do Salgueiro         | Maravilhas do Brasil ou Despedida da Primavera | *               | 129    | Cr$ 2.000,00 |
| 4                 | Floresta do Andaraí         | Tudo É Brasil                                  | *               | 128    | Cr$ 1.000,00 |
| 5                 | Unidos do Outeiro           | Brasil de Outrora                              | *               | 125    | Cr$ 1.000,00 |
| 6                 | Recreio de São Carlos       | Uma Lavagem na Igreja do Senhor do Bonfim      | *               | 123    | Cr$ 600,00   |
| 7                 | Aprendizes de Lucas         | Salve o Pandeiro                               | *               | 122    | Cr$ 500,00   |
| 8                 | Independentes do Leblon     | Pedro Américo, a Glória da Pintura Brasileira  | *               | 121    | Cr$ 300,00   |
| 9                 | Filhos do Deserto           | Homenagem à Marinha                            | *               | 115    | Cr$ 300,00   |
| 10                | Irmãos Unidos do Catete     | Música e Poesia                                | *               | 112    | Cr$ 300,00   |
| 11                | Unidos de Santo Amaro       | Primavera do Samba                             | *               | 111    | -            |
| 12                | Índios do Acaú              | Romance de Ubirajara, a História de Um Índio   | *               | 103    | -            |
| 13                | Vitória de Bento Ribeiro    | Progresso de Volta Redonda                     | *               | 90     | -            |
| 14                | Flor do Lins                | O Samba no Rio de Janeiro                      | *               | 84     | -            |
| 15                | Manda Quem Pode             | Festa da Uva no Rio Grande                     | *               | 83     | -            |
| 16                | Paraíso das Morenas         | Conferência de Haia                            | *               | 79     | -            |
| 17                | União de Brás de Pina       | Pesca Nordeste                                 | *               | 77     | -            |
| 18                | Unidos de Campo Grande      | O Sertão Carioca em Foco                       | *               | 73     | -            |
| 19                | Império da Colina           | Marcílio Dias                                  | *               | 72     | -            |
| 20                | Azul e Branco de Bonsucesso | Asas do Brasil                                 | *               | 67     | -            |
| 21                | União Primeira              | Homenagem aos Heróis da Aviação Brasileira     | *               | 66     | -            |
| 22                | Boêmios do Andaraí          | Uma História do Amazonas                       | *               | 61     | -            |
| 22                | Corações Unidos da Favela   | Professores do Samba                           | *               | 61     | -            |
| 22                | Orgulho de Cordovil         | Morreu mas Venceu                              | *               | 61     | -            |
| 23                | União dos Casados           | *                                              | *               | 55     | -            |
| 24                | Unidos do Cabuçu            | Proclamador da República                       | *               | 54     | -            |
| 25                | Império do Andaraí          | Tudo É Possível                                | *               | 52     | -            |
| 26                | Unidos da Lagoa             | Favela dos Meus Amores                         | *               | 50     | -            |
| Sem classificação |                             |                                                |                 |        |              |
| -                 | Capricho do Centenário      | Noite de Samba                                 | *               | -      | -            |
| -                 | Corações da Liberdade       | *                                              | *               | -      | -            |
| -                 | Estrela de Ouro             | Trovadores Cariocas                            | *               | -      | -            |
| -                 | Império do Quitungo         | Execução de Tiradentes                         | *               | -      | -            |
| -                 | Sem Você Vivo Bem           | Uma Dama Num Paraíso                           | *               | -      | -            |
| -                 | Trovadores do Maracanã      | *                                              | *               | -      | -            |
| -                 | Unidos de Cordovil          | Homenagem a Barroso                            | *               | -      | -            |
| -                 | Unidos do Grajaú            | *                                              | *               | -      | -            |
| -                 | Unidos do Itambí            | *                                              | *               | -      | -            |

### União Geral das Escolas de Samba do Brasil
O concurso organizado pela UGESB ficou conhecido como "Não-Oficial" por não obter o apoio e a subvenção pública da Prefeitura do Distrito Federal do Brasil. O desfile foi realizado no domingo, dia 27 de fevereiro de 1949, na Praça Onze.
| Ordem dos desfiles |
| 1. Coração das Morenas 2. Em Cima da Hora 3. Recreio de Inhaúma 4. Paraíso das Morenas 5. Baianinhas Brasileiras 6. Unidos de Tomás Coelho 7. Estação Primeira de Mangueira 8. Império de Campo Grande 9. Fiquei Firme 10. Depois Eu Digo 11. Unidos de Vila Isabel 12. Vai Se Quiser 13. Portela 14. Unidos de Terra Nova 15. Império da Tijuca 16. Paz e Amor 17. Unidos da Tijuca 18. Unidos do Morro Azul 19. União do Realengo 20. Unidos do Irajá 21. Não É O Que Dizem 22. Unidos de Turiaçu 23. Prazer da Serrinha 24. Corações Unidos de Jacarepaguá 25. Unidos da Capela |

#### Julgadores
A comissão julgadora foi formada por Armando Viana; Dr. Pires da Silva; Major Paredes; Gastão Formenti; e Roberto Burle Marx.

#### Classificação
Estação Primeira de Mangueira foi a campeã, conquistando seu quinto título no carnaval carioca. A escola apresentou o enredo "Apologia ao Mestre". Algumas fontes registram o enredo como "Apoteose aos Mestres", título do samba cantado no desfile e composto por Nelson Sargento e Alfredo Português. A letra do samba homenageia Miguel Couto; Ruy Barbosa; Ana Neri; e Osvaldo Cruz. Portela ficou com o vice-campeonato.
| Legenda: Campeã * Sem informação disponível |

| Col. | Escola                         | Enredo                    | Carnavalesco(a)               |
| ---- | ------------------------------ | ------------------------- | ----------------------------- |
| 1    | Estação Primeira de Mangueira  | Apologia ao Mestre        | Funcionários da Casa da Moeda |
| 2    | Portela                        | O Despertar de Um Gigante | Lino Manuel dos Reis          |
| 3    | Depois Eu Digo                 | *                         | *                             |
| 4    | Prazer da Serrinha             | *                         | *                             |
| 5    | Unidos da Capela               | *                         | *                             |
| 6    | Unidos da Tijuca               | Proclamação da República  | *                             |
| 7    | Império da Tijuca              | *                         | *                             |
| 8    | Unidos de Vila Isabel          | Iracema                   | Miguel Moura                  |
| 9    | Baianinhas Brasileiras         | *                         | *                             |
| 10   | Unidos de Turiaçu              | *                         | *                             |
| 11   | Corações Unidos de Jacarepaguá | *                         | *                             |
| 12   | Vai Se Quiser                  | *                         | *                             |
| 13   | Paz e Amor                     | *                         | *                             |
| 14   | Em Cima da Hora do Catumbi     | *                         | *                             |
| 15   | Unidos de Tomás Coelho         | *                         | *                             |
| 16   | Recreio de Inhaúma             | *                         | *                             |
| 17   | Unidos do Morro Azul           | *                         | *                             |
| 18   | Paraíso das Morenas            | Conferência de Haia       | *                             |
| 19   | União do Realengo              | *                         | *                             |
| 20   | Unidos do Irajá                | *                         | *                             |
| 21   | Império de Campo Grande        | *                         | *                             |
| 22   | Não É O Que Dizem              | *                         | *                             |
| 23   | Unidos de Terra Nova           | *                         | *                             |
| 24   | Fiquei Firme                   | *                         | *                             |
| 25   | Coração das Morenas            | *                         | *                             |

## Frevos carnavalescos
O desfile dos frevos foi realizado no sábado, dia 26 de fevereiro de 1949.
| Ordem dos desfiles |
| 1. Lenhadores 2. Vassourinhas 3. Pás Douradas 4. Unidos da Providência 5. Batutas da Cidade Maravilhosa 6. Prato Misterioso |

### Classificação
Pás Douradas foi o clube campeão.
| Col. | Frevo                         |
| ---- | ----------------------------- |
| 1    | Pás Douradas                  |
| 2    | Lenhadores                    |
| 3    | Vassourinhas                  |
| 4    | Batutas da Cidade Maravilhosa |
| 5    | Prato Misterioso              |
| 6    | Unidos da Providência         |

## Ranchos carnavalescos
O desfile dos ranchos foi realizado a partir da noite da segunda-feira, dia 28 de fevereiro de 1949.
| Ordem dos desfiles                                                                             |
| 1. Decididos de Quintino 2. União dos Caçadores 3. Inocentes de Catumbi 4. Aliança de Quintino |

### Classificação
União dos Caçadores foi o campeão.
| Col. | Rancho                | Enredo                             |
| ---- | --------------------- | ---------------------------------- |
| 1    | União dos Caçadores   | Minas de Prata                     |
| 2    | Decididos de Quintino | Principais Fatos da Nossa História |
| 3    | Inocentes de Catumbi  | Fatos Históricos do Brasil         |
| 4    | Aliança de Quintino   | Reino das Pororocas                |

## Sociedades carnavalescas
O desfile das grandes sociedades teve início às 21 horas da terça-feira de carnaval, dia 1 de março de 1949.
| Ordem dos desfiles                                                                                                   |
| 1. Democráticos 2. Pierrôs da Caverna 3. Fenianos 4. Tenentes do Diabo 5. Clube dos Cariocas 6. Embaixada do Sossego |

### Classificação
Tenentes do Diabo venceu a disputa.
| Col. | Sociedade            |
| ---- | -------------------- |
| 1    | Tenentes do Diabo    |
| 2    | Embaixada do Sossego |
| 3    | Fenianos             |
| 4    | Democráticos         |
| 5    | Pierrôs da Caverna   |
| 6    | Clube dos Cariocas   |